# باكا (ملك)
باكا باكا ملك أمازيغي لمملكة موريطنية (المغرب حاليا)
ظهر الملك باكا في السجل التاريخي خلال أحداث الحرب البونيقية الثانية عينه ماسينيسا كخادما و رعيا على احدى المناطق اقصى غرب شمال افريقيا . كان باكا يريد الاستيلاء على الحكم و كان وفيا لروما ضد ماسينيسا و حنبعل ، لكن ماسينيسا كان دهيا و ذكيا بحيث اسند الولاية لشخص اخر و هرب باكا لروما انذاك . و بقيت شمال افريقيا تحت حكم النوميد حتى الفتح الاسلامي .
وفقًا لفريديروك روذفيرد، فإن هذا يدل على أن باكا لم يكن خادما صغيرًا، وأنه كان يتمتع بإرادة قوية على الموارد والأراضي الشاسعة التي عينه عليها الملك ماسينيسا عليها ، من المحيط الأطلسي إلى نهر ملوشا (ربما هو نفسه نهر ملوية في المغرب)، ومن البحر الأبيض المتوسط إلى الجنوب من جبال الأطلس. وقد ورث بوكوس الأول بعده حرفته و عمله كراعيا و خادما على ملوك البربر النوميد و كان بوكوس خادما و مستشارا للملك يوغرطة مع حكمه لشمال افريقيا بعد ابيه .